# エナミカツミ
エナミ カツミ（1972年1月5日 - ）は、広島県広島市安芸区出身のイラストレーター。男性。
2003年までコンパイルでグラフィッカーとして働いていたが、2004年以降は転職し、フリーのイラストレーターとして活躍中である。

## 主な作品

### 文庫の表紙・挿絵
- バレッツ&バンディッツ（秋口ぎぐる/著 富士見ファンタジア文庫）
- バッカーノ!（成田良悟/著 電撃文庫）
- ヴぁんぷ!（成田良悟/著 電撃文庫）
- 世界の中心、針山さん（成田良悟/著 電撃文庫）
- Alice（川崎康宏/著 電撃文庫）
- 銃姫（高殿円/著 MF文庫J）
- Dr.アンダーソンの休日（都築由浩/著 角川スニーカー文庫）
- アンダカの怪造学（日日日/著 角川スニーカー文庫）
- ジャンクガール・ジグ（日日日/著 角川スニーカー文庫）
- 制覇するフィロソフィア（定金伸治/著 集英社スーパーダッシュ文庫）
- ブラッド・プライス-血の召喚-（タニア・ハフ/著 ハヤカワ文庫）
- 銀河のさすらいびと（キース・ローマー/著 ハヤカワ文庫）
- ティンカー（ウェン・スペンサー/著 ハヤカワ文庫）
- エイリアン・テイスト（ウェン・スペンサー/著 ハヤカワ文庫）
- ようこそ女たちの王国へ（ウェン・スペンサー/著 ハヤカワ文庫）
- 死せる魔女がゆく（キム・ハリスン/著 ハヤカワ文庫）
- ベルドレーヌ四季の物語（マリカ・フェルジュク/著 ポプラポケット文庫）
- ロッド&ブレット（水城正太郎/著 幻狼ファンタジアノベルス)
- ダブルクロス The 3rd Edition リプレイ・ナイツ（矢野俊策/著 富士見ドラゴンブック）
- パラダイスウォー（梶島正樹/原作、水樹尋/著 講談社ラノベ文庫）
- 異世界食堂（犬塚惇平/著 ヒーロー文庫）
- 勇者は、奴隷の君は笑え、と言った（内堀優一/著 NOVEL 0）
- 先生とそのお布団（石川博品/著 ガガガ文庫）
- STAR OCEAN anamnesis -The Beacon of Hope-（和ヶ原聡司/著 電撃文庫）
- 千億亡国 死の螺旋にあらがえ黒騎士（高橋祐一/著 角川スニーカー文庫）

### 単行本の表紙・挿絵
- 懸想する殿下の溜息（森崎緩/著 レガロシリーズ）
- ケイン・クロニクル（リック・リオーダン/著 メディアファクトリー）
- グリモワール×リバース〜転生鬼神浪漫譚〜（藍藤遊/著 カドカワBOOKS）
- ドラゴンは寂しいと死んじゃいます 〜レベッカたんのにいたんは人類最強の傭兵〜（藤原ゴンザレス/著 アース・スターノベル）
- 貧乏貴族ノードの冒険譚（黒川彰一/著 アース・スターノベル）
- おっさんはうぜぇぇぇんだよ! ってギルドから追放したくせに、後から復帰要請を出されても遅い。最高の仲間と出会った俺はこっちで最強を目指す!（おうすけ/著 BKブックス）
- 糸を紡ぐ転生者（流庵/著 エンターブレイン）

### イメージイラスト・キャラクターデザイン・グラフィック
- わくわくぷよぷよダンジョン（コンパイル）
- ぷよぷよ〜ん（コンパイル）
- EXモノポリー（タカラ）
- 億万長者ゲームのっとり大作戦（タカラ）
- 幻想水滸伝カードストーリーズ第II章ブースターパックVol.2,3（コナミ）
- 転生學園幻蒼録（アスミック・エース）
- トレジャー オブ ゲノム〜戦乱の章〜（バンダイネットワークス）
- スターオーシャン4 -THE LAST HOPE-（スクウェア・エニックス）
- 異世界の聖機師物語（AIC/VAP）
- Ys SEVEN（日本ファルコム）
- サモンナイトグランテーゼ 滅びの剣と約束の騎士（バンダイナムコゲームス）
- 英雄伝説VII（日本ファルコム）
  - 英雄伝説 零の軌跡
  - 英雄伝説 碧の軌跡
- 英雄伝説 黎の軌跡
- マクロス・ザ・ライド（アスキー・メディアワークス）
- 戦律のストラタス（KONAMI）
- LORD of VERMILION（スクウェア・エニックス）
- エクステトラ（フリュー）※キャラクター原案。Tonyとの連名
- ワールド エンド エクリプス（SEGA）
- スターオーシャン:アナムネシス（スクウェア・エニックス）
- お姉チャンバラORIGIN（ディースリー・パブリッシャー）
- Buddy Daddies（アニプレックス）※キャラクター原案[1]
- 機動戦士ガンダム 水星の魔女 - 第5話エンドカード